# Ceratomia catalpae
Ceratomia catalpae (molia sfinx de catalpa) este o specie de molie din familia Sphingidae.

## Răspândire
Ceratomia catalpae este nativă în partea sud-estică a Americii de Nord și poate fi întâlnită pe plantele de catalpa care cresc în această regiune. Este răspândită din Maine, vestul Iowa, sudul Floridei și până în statele din golf și Texas.

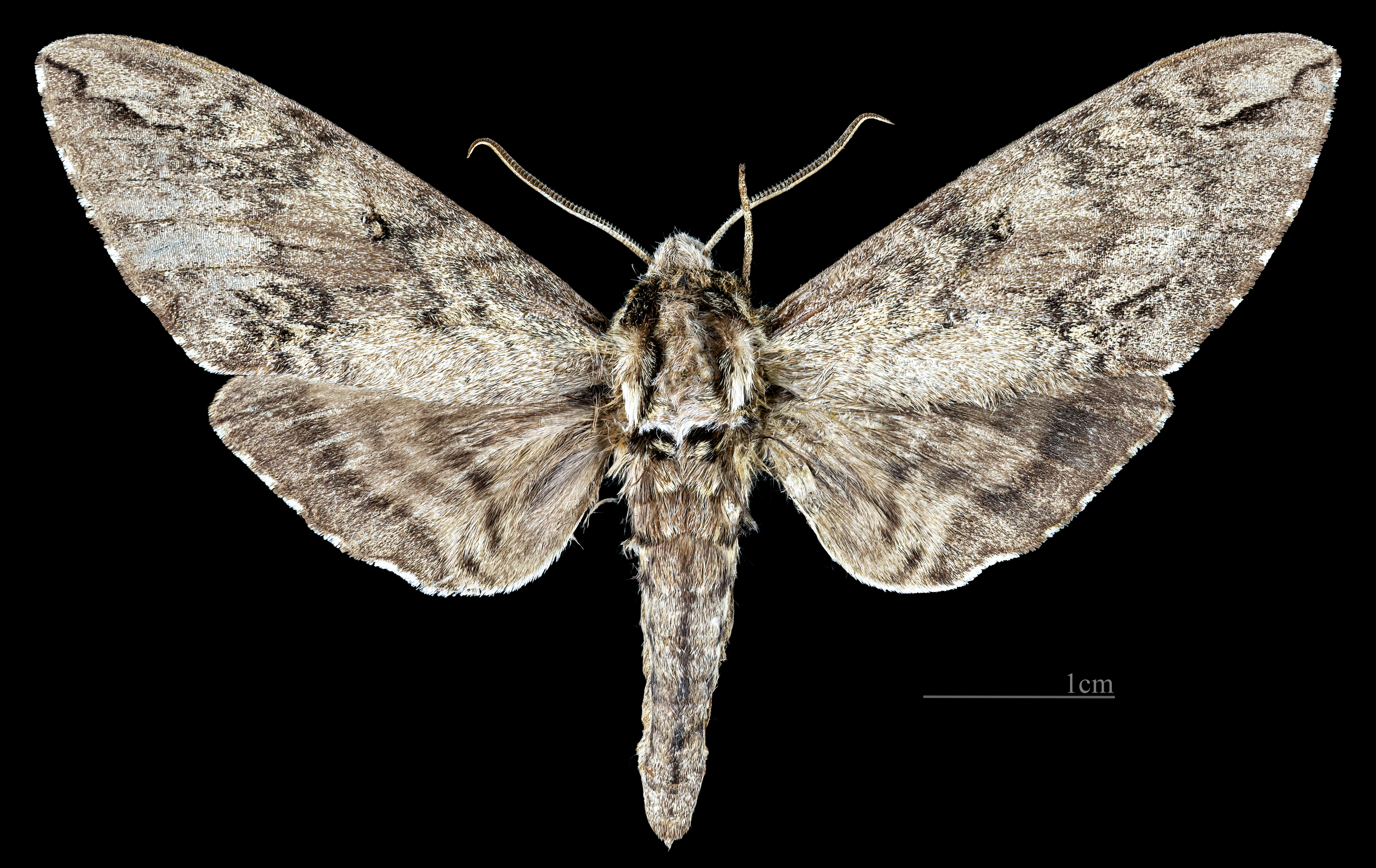
♂
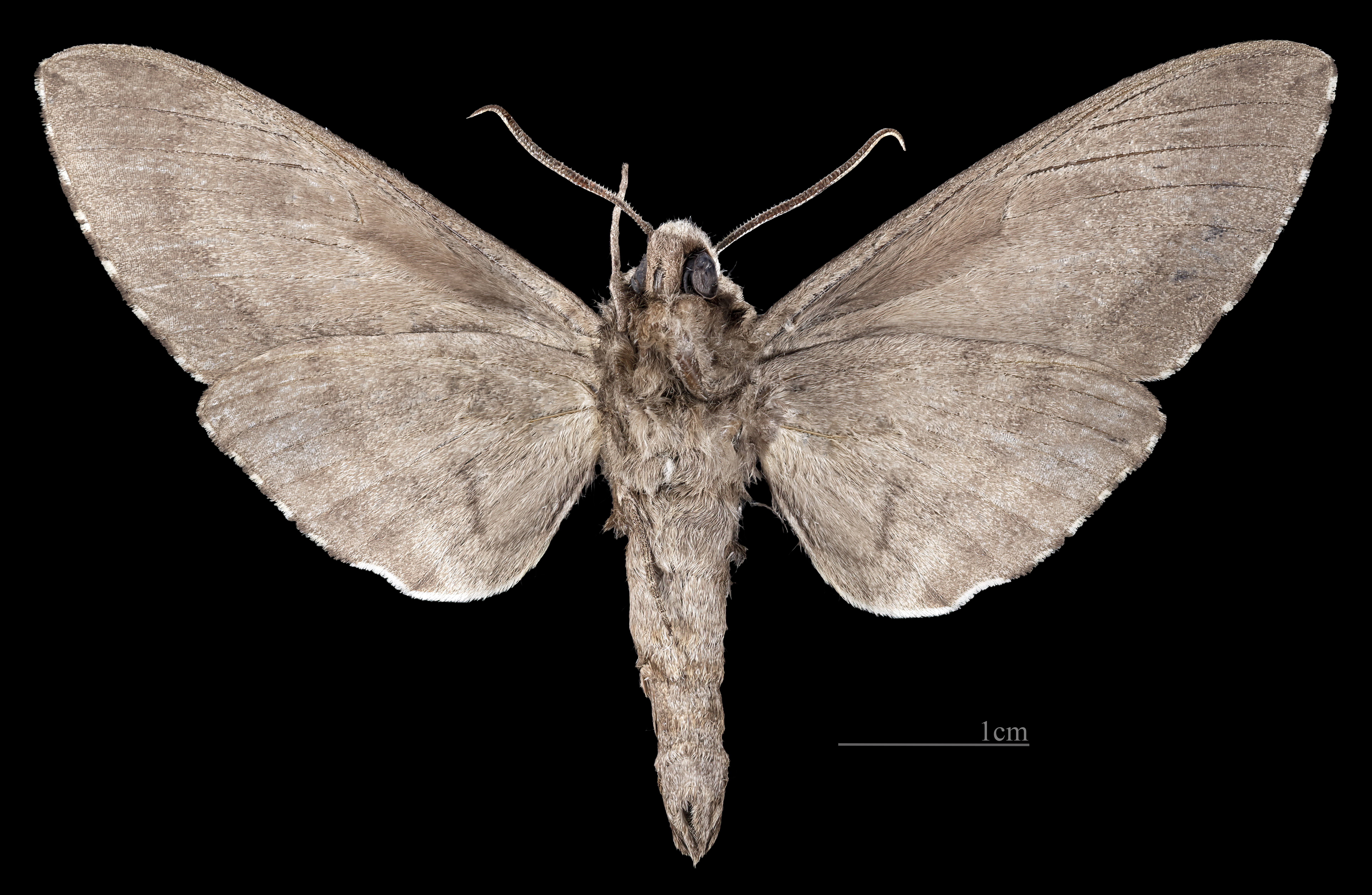
♂ △
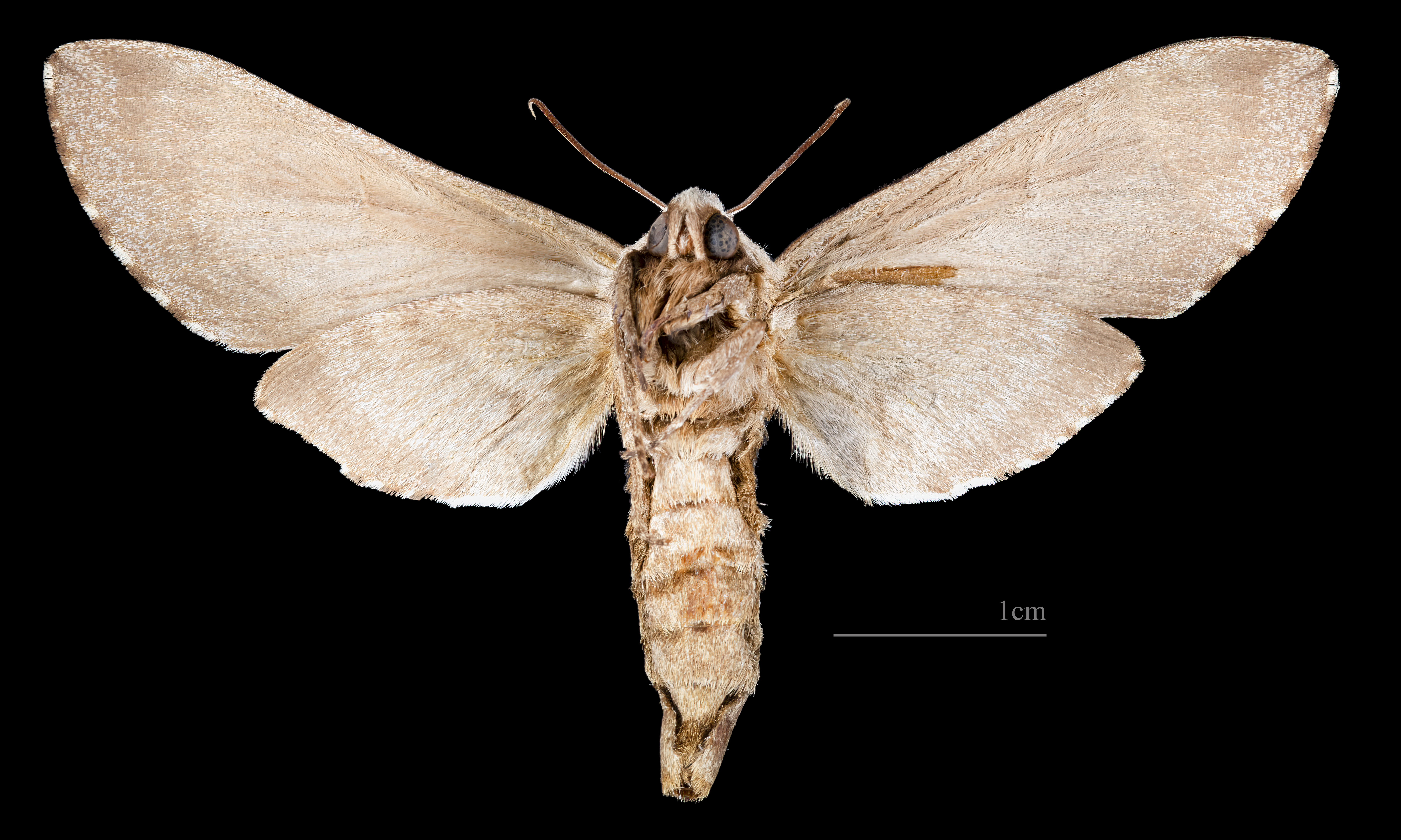
♀
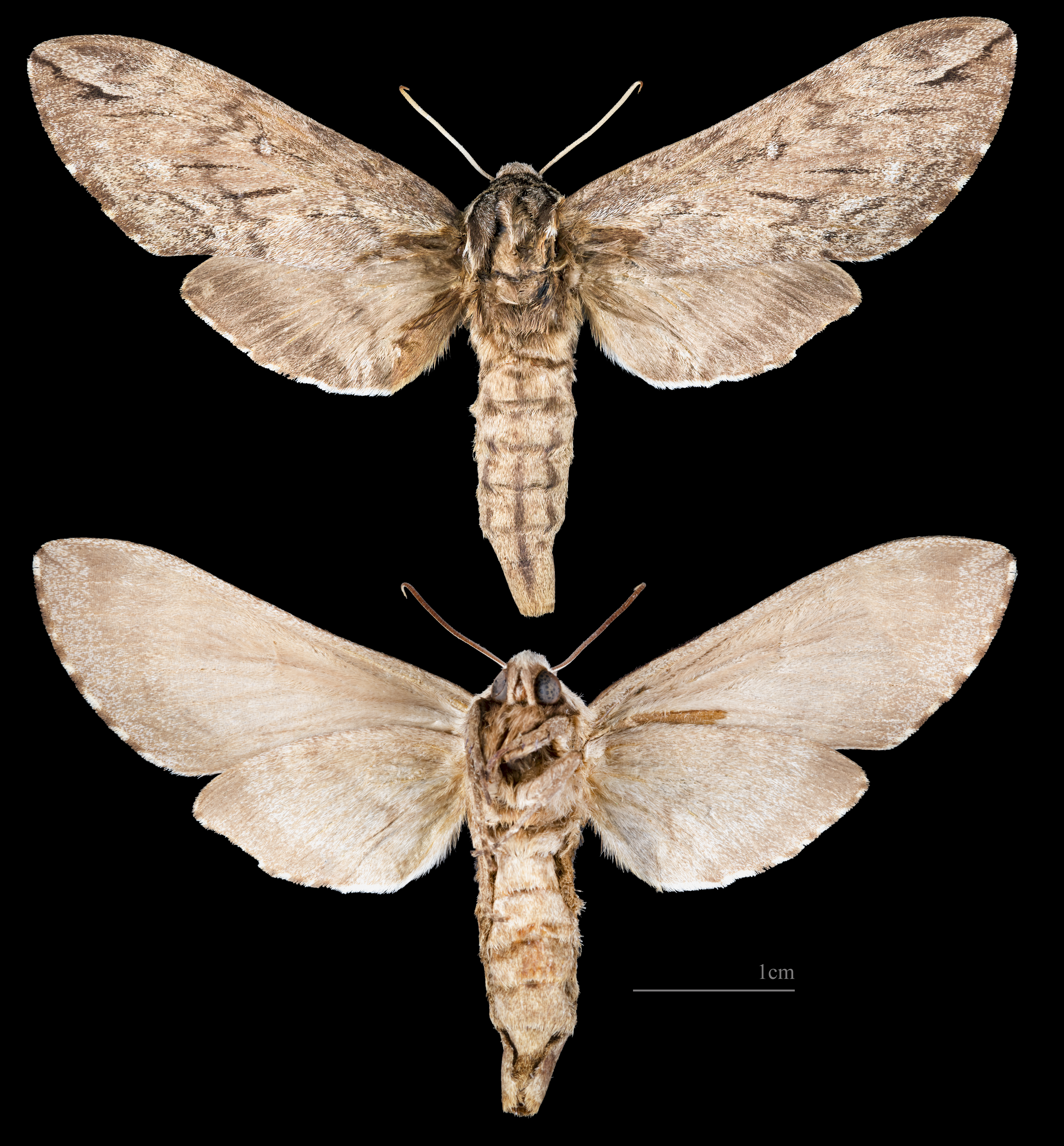
♀ △